# Wilhelm Bockslaff

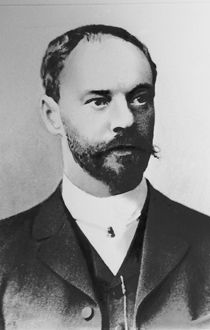
Wilhelm Bockslaff (vor 1900)

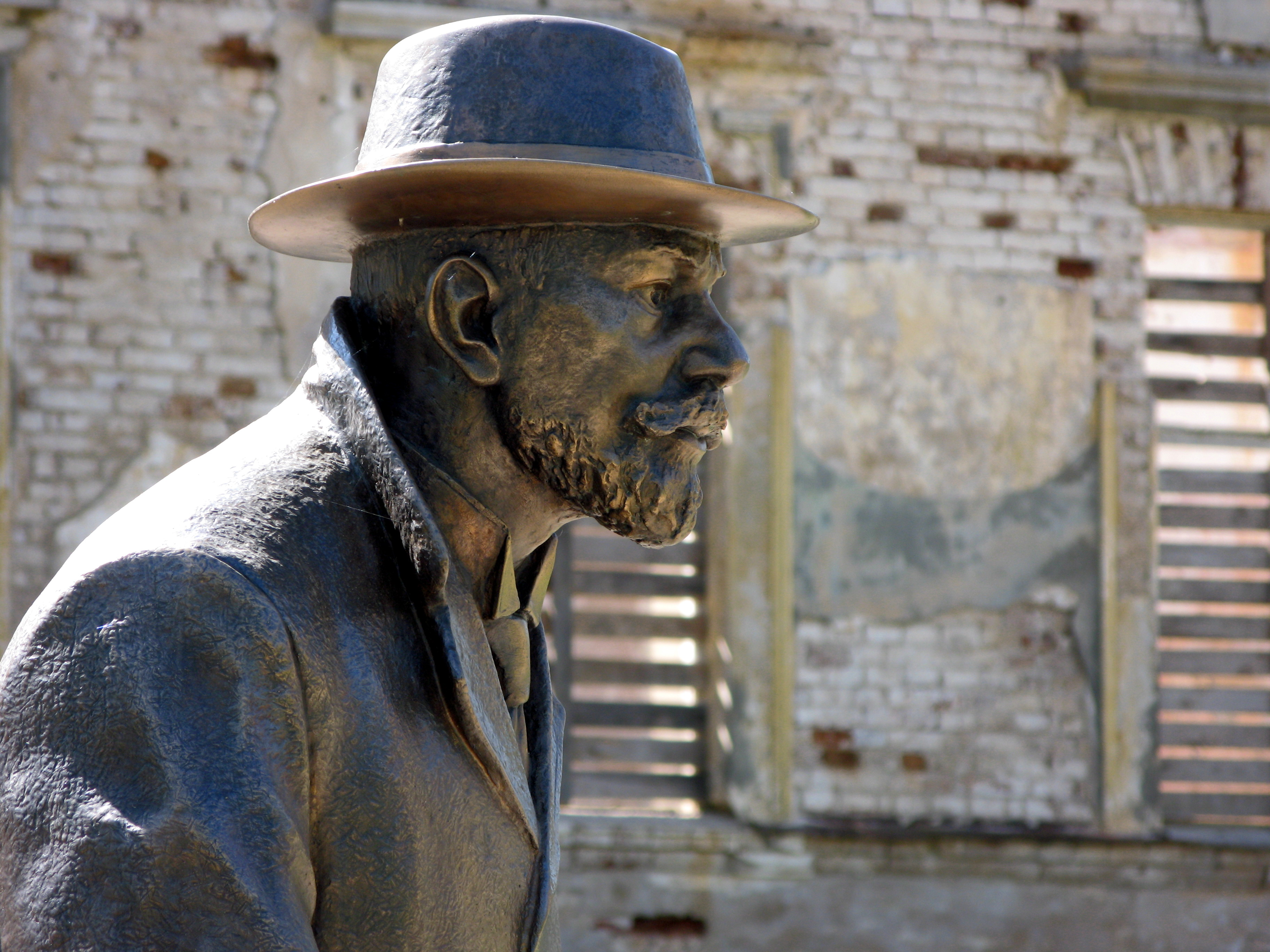
Denkmal des Architekten Wilhelm Bockslaff in Malpils

Wilhelm Bockslaff (lettisch Vilhelms Bokslafs; * 12. Oktoberjul. / 24. Oktober 1858greg. in Riga, Gouvernement Livland; † 9. März 1945 in Posen) war ein Architekt in Riga. Er gilt als einer der wichtigsten Vertreter der das Stadtbild noch heute prägenden Richtungen des Eklektizismus, der Neugotik und des Jugendstils.

## Leben
Wilhelm Ludwig Nikolai Bockslaff entstammte einer deutschsprachigen Rigaer Kaufmannsfamilie. Sein Großvater war Mitbegründer der ersten baltischen Leinweberei. Er studierte ab 1878 Architektur am Polytechnikum Riga und wurde Mitglied des Corps Rubonia. Nach dem Studium war er zunächst als Assistent am Polytechnikum und als Mitarbeiter im Architekturbüro Koch angestellt. Nachdem er zahlreiche Privathäuser entworfen hatte, erhielt er bald auch Aufträge für große Bauvorhaben in Riga; daneben beschäftigte sich Wilhelm Bockslaff vor allem mit der Erhaltung und Rekonstruktion historischer Bauten wie der Burg Ropa (Straupe). Er durchlebte einige der schwierigsten Phasen der Geschichte Lettlands: Russifizierung, die Russische Revolution 1905, die Oktoberrevolution, den Lettischen Unabhängigkeitskrieg, die Lettische Sozialistische Sowjetrepublik (1918–1920) und die sowjetische Besetzung Lettlands 1940. Als Deutsch-Balte musste er 1939 dem Ruf „Heim ins Reich“ folgen und Riga verlassen. Er starb während des Dauerbombardements in der Schlacht um Posen. „An eine Beerdigung konnte man nicht denken, und die Töchter, nachdem sie den verstorbenen Vater in eine Decke gewickelt hatten, begruben ihn im Hof.“

## Bauten
- Börsen-Kommerzschule, heute Lettische Kunstakademie in Riga
- Büro- und Wohnhaus der Großen Gilde, Amatu iela 4, Riga
- Gebäude der ehemaligen Leutner Fahrradfabrik in der Brīvības Straße 137, Riga, erbaut 1894.
- Wohn- und Geschäftshaus, heute Hotel Neiburgs in der Jauniela 25–29, Riga
- Wohnhaus Laipu iela 1, Riga
- Britischer Seemannsklub (erbaut 1901, später auch als „Englischer Club“ bekannt[3], heute Dänische Botschaft), Lielā Pils iela 11, Riga
- Kreuzkirche, Ropažu iela 120, Riga, erbaut von 1908 bis 1910 (mit Edgar Friesendorff)
- Jagdschloss Neu-Mocken (Jaunmokas, Bezirk Tukums), westlich von Tukums, 1901 für George Armitstead erbaut[4]
- Evangelische Kirche in Dubulti, erbaut von 1907 bis 1909[5]
- Johanniskirche (Tartu), Umbau zwischen 1899 und 1904
- Mālpils: Nachdem das Herrenhaus während der Russischen Revolution 1905 niedergebrannt worden war, begann ein Umbau im klassizistischen Stil nach den Plänen Wilhelm Bockslaff. Ein Denkmal erinnert heute an die Arbeit des Architekten.
- Schloss Taurup, Umbau

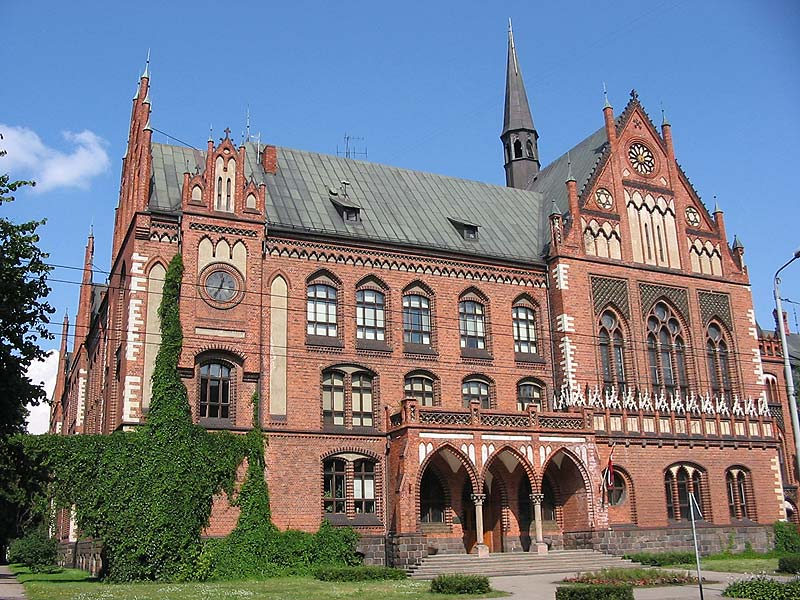
Börsen-Kommerzschule
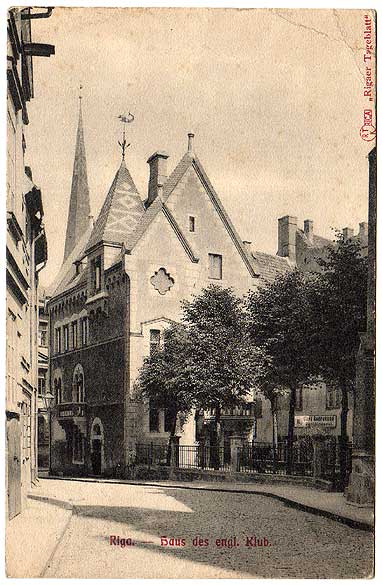
Englischer Club
Riga, Jauniela 25–29
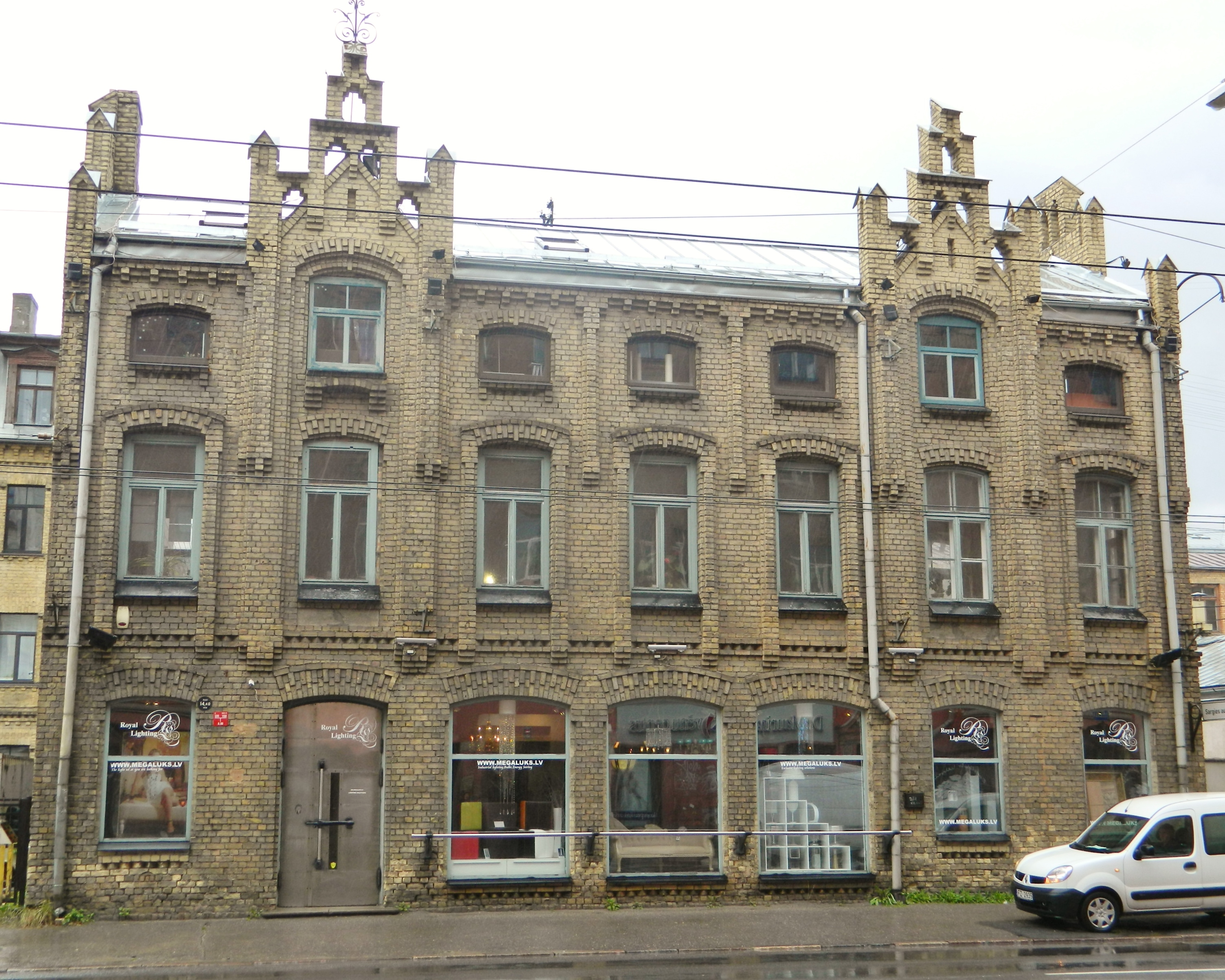
Brīvības iela 137
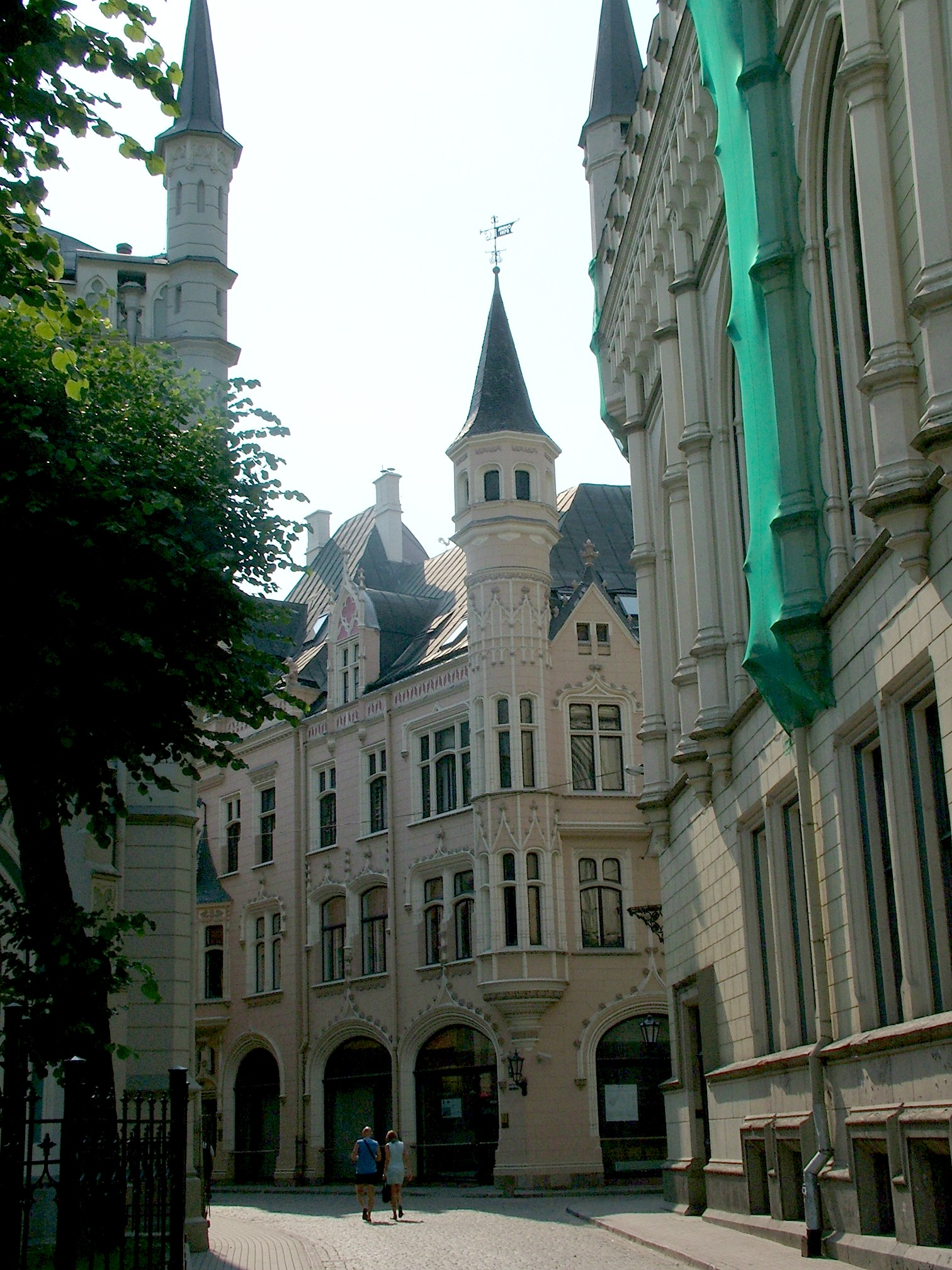
Riga, Amatu iela 4
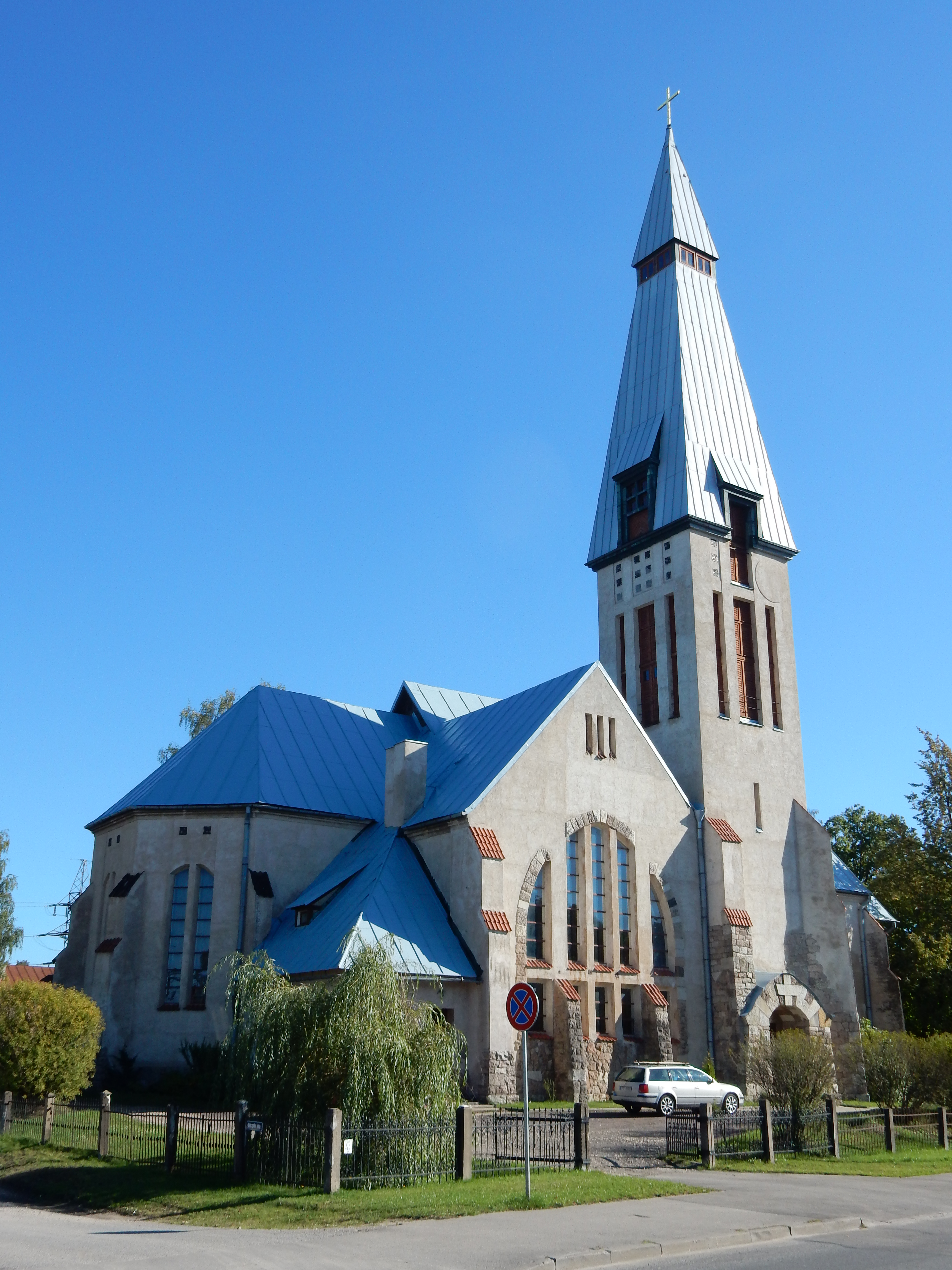
Riga, Kreuzkirche
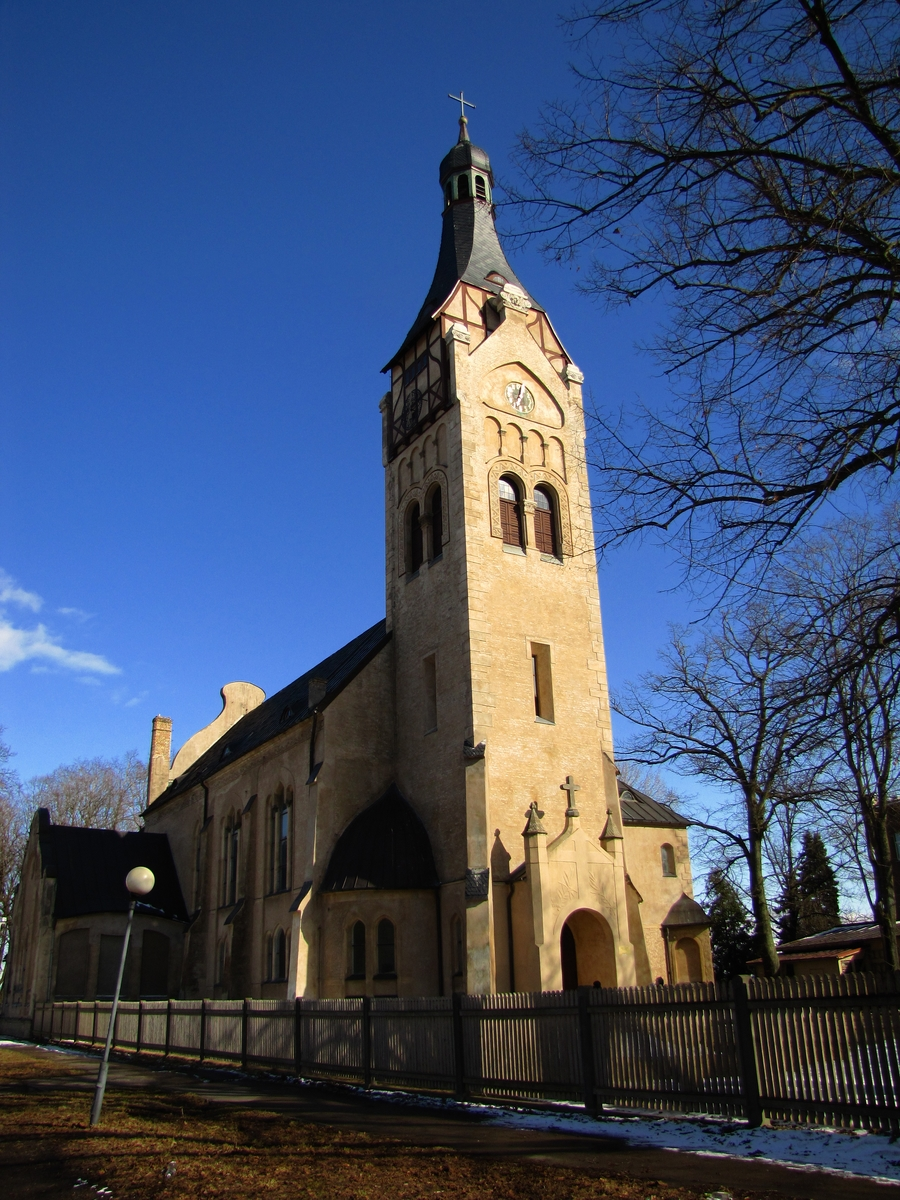
Evangelische Kirche in Dubulti
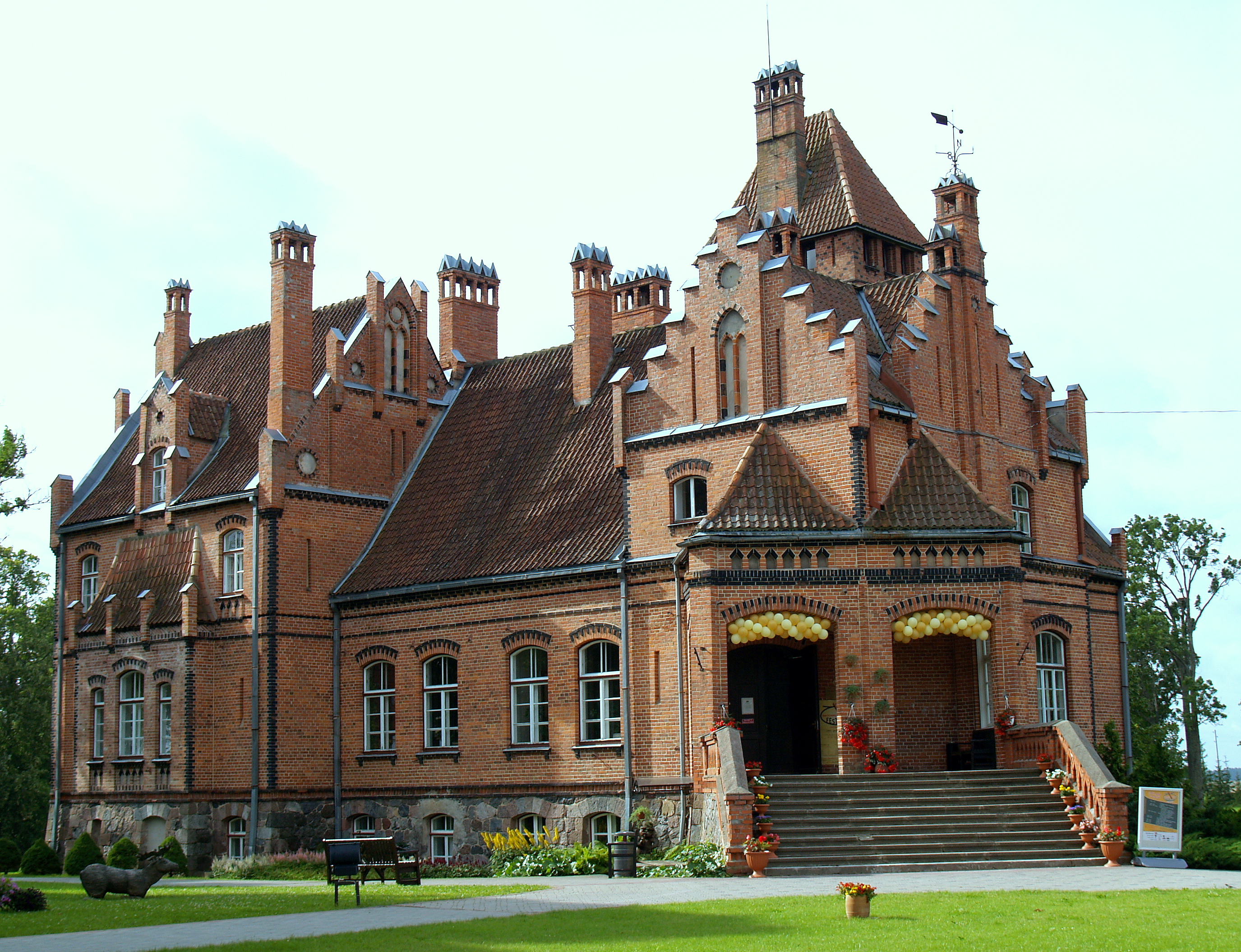
Jagdschloss Neu-Mocken